# 2010년 9월
| 2010년: 1월 · 2월 · 3월 · 4월 · 5월 · 6월 · 7월 · 8월 · 9월 · 10월 · 11월 · 12월 |

| <          | 2010년 9월 | 2010년 9월 | 2010년 9월  | 2010년 9월 | 2010년 9월 | >          |
| 일         | 월         | 화         | 수          | 목         | 금         | 토         |
|            |            |            | 1 7.23 갑인 | 2 24 을묘  | 3 25 병진  | 4 26 정사  |
| 5 27 무오  | 6 28 기미  | 7 29 경신  | 8 8.1 신유  | 9 2 임술   | 10 3 계해  | 11 4 갑자  |
| 12 5 을축  | 13 6 병인  | 14 7 정묘  | 15 8 무진   | 16 9 기사  | 17 10 경오 | 18 11 신미 |
| 19 12 임신 | 20 13 계유 | 21 14 갑술 | 22 15 을해  | 23 16 병자 | 24 17 정축 | 25 18 무인 |
| 26 19 기묘 | 27 20 경진 | 28 21 신사 | 29 22 임오  | 30 23 계미 |            |            |

| 편집하기 |

## 2010년9월 26일
- 2010년 FIFA U-17 여자 월드컵 결승전에서 일본을 꺾고 대한민국이 우승하였다.

## 2010년9월 21일
- 대한민국 중부지방에 집중호우가 쏟아져 막대한 피해가 발생했다.

## 2010년9월 14일
- 일본의 민주당 총재 선거에서 간 나오토 총리가 재선에 성공하였다.

## 2010년9월 13일
- KBS경인방송센터 개국.

## 2010년9월 7일
- 8월 8일 조업 도중 조선민주주의인민공화국 경비정에 나포됐던 대한민국의 대승호가 7일 귀환하였다.

## 2010년9월 4일
- 이날 새벽 새벽 4시 35분 경, 규모 7.2의 강진이 뉴질랜드 남섬에서 발생하여 크라이스트처치 등의 지역에 비상사태가 선포되었다.

## 2010년9월 2일
- 파키스탄의 남서부 퀘타에서 '알-쿠즈의 날' 행사에서 자살 폭탄 테러가 발생해 43명이 사망하였다.
- 태풍 곤파스가 한반도로 북상하여 많은 피해를 냈다.
- 대한민국의 대표적인 개신교 지도자 중 한 명이었던 사랑의 교회 옥한흠원로 목사가 소천하였다.